# 王言 (康熙進士)
王言（1641年—1711年），字慎夫，号两峰，江西省临江府新淦县钦风乡大车里村（今新干县溧江乡塘边村）人。清朝政治人物、进士出身。

## 生平
康熙二年（1663年），江西乡试中举，康熙十八年（1679年）登进士。先后任马平县知县、柳州郡丞、永清县知县。康熙四十年（1702年），奉旨驻永定河总监，后提升为顺天府府尹。因其为人诚恳谨慎，为官清正廉明。康熙帝玄烨为他亲笔敕“天下清官第一”赤匾。康熙五十年，因病在家乡去世，享年70岁。